# Retrat de Pablo de Valladolid
Retrat de Pablo de Valladolid és un retrat realitzat cap a 1635 per Diego Velázquez de Pau o "Pablillos" de Valladolid (1587-1648), bufó i actor en la cort de Felip IV des de 1632 fins a la seva mort.
Actualment es troba al Museu de El Prado, on va ser traslladat en 1827.